# Santok (Lubusz)
Pour les articles homonymes, voir Santok.
Santok (prononciation : [ˈsantɔk]) est un village polonais de la gmina de Santok dans le powiat de Gorzów de la voïvodie de Lubusz dans l'Ouest de la Pologne.
Le village est le siège administratif (chef-lieu) de la gmina appelée gmina de Santok.
Il se situe à environ 12 kilomètres à l'est de Gorzów Wielkopolski (siège du powiat), près du point de confluence des rivières Noteć et Warta.
Le village comptait approximativement une population de 966 habitants en 2011.

## Histoire
Un bourg est apparu au VIIe siècle au point de confluence de la Noteć et de la Warta. Très vite, un fort est construit dans cet endroit stratégique à la frontière entre la Grande-Pologne et la Poméranie. Il s’agit de protéger la traversée de la Noteć qui se trouve sur la route Poznań - Szczecin. Dans la deuxième partie du Xe siècle, des artisans s’installent près du fort.
Le fort de Santok joue un grand rôle dans les guerres intestines entre ducs polonais après le démembrement féodal de la Pologne et dans la défense des frontières polonaises face à l’expansion du Brandebourg au XIIIe siècle. Santok est tour à tour allemand ou polonais. Ainsi, en 1266, le margrave du Brandebourg s’empare du village et l’annexe à la Nouvelle Marche. De 1278 à 1296, Santok est dans les mains de Przemysl II. De 1365 à 1370, il est brièvement rattaché au royaume de Pologne par Casimir III le Grand. De 1402 à 1455, le village est sous le contrôle des Chevaliers Teutoniques, malgré les efforts diplomatiques de Ladislas II Jagellon pour le récupérer. En 1455, Santok est définitivement annexé par le Brandebourg et perd toute importance militaire et politique.
En 1945, après la Seconde Guerre mondiale, le village réintègre le territoire polonais. Des fouilles archéologiques (1932–1934, 1958–1965) menées à Santok ont permis de dégager les restes des forts successifs qui ont été édifiés. Le premier (VIIIe siècle?) était entouré de palissades, les trois suivants avaient des remparts construits en bois et en terre.
Aujourd’hui, un musée est consacré à ces découvertes archéologiques. À côté du musée se trouve une église néogothique du XIXe siècle. Un beffroi construit en 1764 est la construction la plus remarquable dans la rue principale du village. C’est ce qu’il reste d’une ancienne église démolie au XIXe siècle lors de la construction de la voie ferrée reliant Gorzów Wielkopolski à Poznań. De nombreuses maisons du village datent du début du XIXe siècle. Une tour de guet en pierres construite dans l’Entre-deux-guerres, sur une colline voisine du village, est une autre curiosité de Santok.
Avant 1945, ce village était sur le territoire allemand sous le nom de Zantoch. (voir Évolution territoriale de la Pologne)
De 1975 à 1998, le village appartenait administrativement à la voïvodie de Gorzów.

Depuis 1999, il appartient administrativement à la voïvodie de Lubusz